# Ellipsica aenea
Ellipsica aenea är en kackerlacksart som beskrevs av Henri Saussure och Leo Zehntner 1895. Ellipsica aenea ingår i släktet Ellipsica och familjen jättekackerlackor.
Artens utbredningsområde är Madagaskar. Inga underarter finns listade i Catalogue of Life.